# Bleke daguil
De bleke daguil (Heliothis nubigera) is een nachtvlinder uit de familie van de uilen, de Noctuidae.

## Beschrijving
De voorvleugellengte bedraagt tussen de 16 en 20 millimeter. De grondkleur van de voorvleugels is lichtbruin, de niervlek is een duidelijke donkere vlek. De soort lijkt veel op de vlekdaguil (H. peltigera), maar het zoomveld (aan de buitenrand) van de voorvleugel heeft een uitsparing.

## Waardplanten
De bleke daguil gebruikt allerlei kruidachtige planten als waardplanten.

## Voorkomen
De soort komt als standvlinder in Afrika, het Midden-Oosten en mogelijk in Zuid-Europa voor. Daarbuiten is de soort bekend als trekvlinder in overig Europa.

### In Nederland en België
De bleke daguil is in Nederland en België een zeer zeldzame trekvlinder, die hier komt vanuit Zuid-Europa. De soort kan er niet overwinteren. De vlinder kan worden waargenomen van mei tot en met oktober.